# Graham Martin

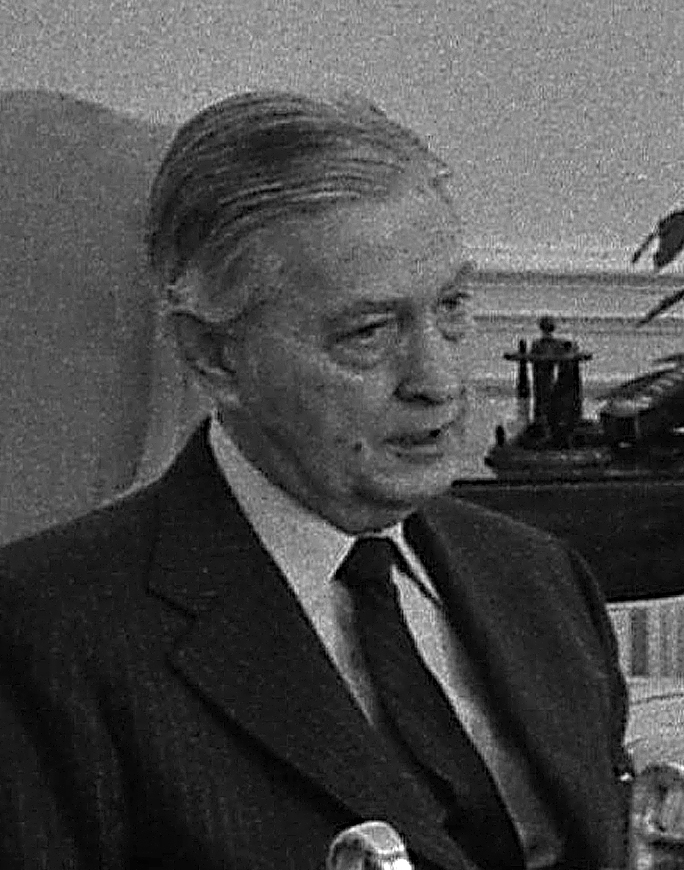
Graham Martin

Graham A. Martin (1912 - 1990) là một nhà chính trị và ngoại giao Hoa Kỳ. Ông là đại sứ Mỹ cuối cùng tại Việt Nam Cộng hòa, kế nhiệm Ellsworth Bunker từ 1973. Trước đó Martin làm Đại sứ Mỹ tại Thái Lan và là đại diện Mỹ tại SEATO.

## Thời gian đầu
Martin sinh ra và lớn lên trong một thị xã nhỏ Mars Hill, Bắc Carolina ở vùng núi phía tây của bang North Carolina. Cha ông là một mục sư Báp-tít được sắc phong. Ông đã tốt nghiệp trường Wake Forest College năm 1932 năm sau, làm phóng viên ở Washington DC cho một loạt tờ báo nhỏ ở miền Nam nước Mỹ.
Năm 1933, ông bỏ nghề làm báo và hợp tác với chính sách New Deal của chính quyền Roosevelt. Ông được làm phó cho Averell Harriman, lúc bấy giờ là Phó Giám đốc cơ quan khôi phục lại đất nước tranh thủ được nhiều cảm tình của thủ trưởng. Harriman là nhà tư bản, nhà ngoại giao và chính khách thượng thặng của Mỹ. Ông này đã giới thiệu Martin với phần lớn giới thượng lưu ở Washington DC.
Trong chiến tranh thế giới lần thứ hai ông là sĩ quan tình báo trong quân đội dự bị chịu trách nhiệm báo cáo thông tin cả vùng Đông Nam Á với bộ trưởng bộ ngoại giao Henry L. Stimson và đại tướng George Marshall diễn biến tình hình chiến sự ở Thái Bình Dương trong 24 giờ ". Những công việc ấy tạo cho Martin niềm say mê làm công việc thu lượm tin tức và "tình ưu ái" đối với châu Á. Ông cũng trở thành người thầy trong việc tóm tắt tin tức. Cuối chiến tranh ông đã lên tàu USS Missouri để chứng kiến Nhật Bản đầu hàng lực lượng Đồng Minh năm 1945.

## Sự nghiệp ngoại giao
Sau chiến tranh, cả nước không còn quan tâm đến chủ nghĩa phát xít mà chú ý đến chủ nghĩa cộng sản quốc tế. Bạn của Martin ở Washington DC nhớ đến khả năng của ông, nhanh chóng đưa ông vào cuộc đấu tranh mới này. Được Harriman (lúc đó làm Đại sứ Hoa Kỳ tại Liên hợp quốc) và nhiều người khác ủng hộ, năm 1947, ông làm việc ở Bộ ngoại giao và được bổ nhiệm ngay làm cố vấn chính trị tại sứ quán Hoa Kỳ ở Paris.
Trong tám năm làm việc ở Paris, Martin đã nâng cao năng lực làm viên chức, nhất là sự hiểu biết về "kẻ thù". Từ năm 1947 đến năm 1956, thời kỳ chiến tranh thứ nhất ở Đông Dương, ông nghiên cứu thái độ của Bắc Việt Nam và đồng minh của họ, thái độ của những người cộng sản Pháp và châu Âu. Dần dần, sự nguy hiểm của việc tuyên truyền của cộng sản ám ảnh ông và ông dành tất cả nghị lực của mình để chống lại nó.
Martin trở lại Washington DC giữa những năm 50. Ông làm việc một năm ở trường cao đẳng chiến tranh không quân. "Ở đây, trong những buổi giảng dạy, tôi đã cố gắng làm cho mọi người chú ý đến cuộc chiến tranh Đông Dương, không một phút nghĩ rằng ít lâu sau, chúng ta sẽ phải can thiệp". Sau đó, Martin còn nhận nhiều chức vụ khác, chủ yếu là làm cố vấn cho đoàn đại biểu Mỹ ở Liên hiệp quốc. Cuối cùng, năm 1963, ông được thăng hàm và đổi đi làm đại sứ ở Thái Lan, một chức vụ quan trọng mà nhiều người mong muốn. Ở đây, ông nổi tiếng là người thương lượng giỏi của Bộ Ngoại giao. Ông cũng gặp nhiều may mắn. Một hôm, có một ứng cử viên tổng thống, tên là Richard Nixon không quên chuyện ấy; và khi trở thành tổng thống Hoa Kỳ, Nixon đã trọng thưởng Martin.
Chức vụ đại sứ ở Bangkok không chỉ là một chức vụ tốt lành, có lợi về chính trị. Trong bốn năm ở sứ quán, Martin đã phải đấu tranh với những nhà quân sự Mỹ muốn biến Thái Lan thành một Việt Nam nữa. Rút bài học của chiến tranh Đông Dương lần thứ nhất, ông đã phản đối xu hướng này. Đến mức, ông phải trục xuất người tuỳ viên quân sự của ông là tướng William Stillwell.
Glen, người con nuôi của Martin bị giết ở vùng Tây Nguyên, miền Nam Việt Nam khi ông làm việc ở Bangkok được ba năm. Từ đó, tính tình và ý kiến của Martin có vẻ thay đổi. Ông mất cả một ít khoan nhượng của mình đối với công việc bàn giấy quan liêu. Năm 1967, trong khi ông không ngừng cố gắng ngăn cản việc quân Mỹ vào Thái Lan, ông đã thổ lộ sự thiếu kiên nhẫn của mình với bộ trưởng ngoại giao. Trong một bức điện đặc biệt hỗn xược, ông yêu cầu ngoại trưởng Dean Rusk phải ủng hộ ông, và ông bị mất chức ở Bangkok vì có những ý kiến không đúng với phép tắc lễ nghi.
Tuy nhiên, sự kiện ấy không kết thúc đời hoạt động của viên đại sứ cáu kỉnh. Một năm sau, người bạn thân của ông Richard Nixon, trúng cử vào Nhà Trắng, khôi phục địa vị cho ông và bổ nhiệm ông đi làm đại sứ ở Rome, để đền đáp sự kính phục trước kia. Trong lịch sử của Bộ ngoại giao Hoa Kỳ, đây là một trong những vụ khôi phục địa vị chính trị nổi tiếng.
Trong ba năm ở Italia, Martin xử sự rõ ràng là một đại sứ của một nước lớn. Ông chọn những người giúp việc tận tuỵ và điều khiển sứ quán với một bàn tay thép. Ông không để có một trách cứ nào đối với bản thân cũng như đối với Bộ Ngoại giao. Cũng như ở Bangkok ông khám phá thấy chung quanh ông, có một kẻ thù. Lần này, không phải là quân đội Mỹ, mà là chi nhánh CIA ở Italia. Tự khẳng định rằng mình là một nhân viên tình báo còn giỏi hơn tất cả nhân viên tình báo của CIA gộp lại, Martin quyết định kiểm tra lấy và trực tiếp giữ bí mật những gì do Washington DC giao để điều khiển chính sách của Italia.
Trước khi hết nhiệm kỳ ở Rome, Martin đã đạt được thắng lợi chính trị vang dội. Trước cuộc bầu cử vào Thượng nghị viện nước này năm 1972, ông cung cấp tài chính cho đảng Dân chủ thiên chúa giáo, nhờ đó đảng này đã chiếm ưu thế so với những người cộng sản. Một thắng lợi tạm thời, vì những người cộng sản tiếp tục giành được cử tri, nhưng thắng lợi trên tạo một giá trị tượng trưng cho Martin. Ông đã đánh bại cuộc tiến công của cộng sản ở một trong những nước đồng minh rất gần gũi của Hoa Kỳ.

## Nhiệm kỳ đại sứ cuối cùng
Martin được bổ nhiệm làm Đại sứ Nam Việt Nam vào ngày 21 tháng 6 năm 1973.
Ông nghiêm túc đánh giá thấp mức độ nghiêm trọng của tình hình miền Nam Việt Nam, đến thời điểm đó trong mùa xuân năm 1975, khi hầu hết các quan chức Mỹ đã bị thuyết phục rằng Nam Việt Nam đã bị tiêu diệt để sụp đổ, ông tiếp tục tin rằng Sài Gòn và khu vực đồng bằng sông Cửu Long có thể được tổ chức vì sự kiên cường của quân đội Việt Nam Cộng hòa (VNCH) trong trận Xuân Lộc dưới sự chỉ huy của Tướng Lê Minh Đảo.
Martin đã được di tản bằng trực thăng từ Đại sứ quán Mỹ, Sài Gòn vào rạng sáng ngày 30 tháng 4 năm 1975 trước khi xe tăng quân Việt Cộng tiến vào chiếm đóng thành phố.
Martin qua đời vào tháng 3 năm 1990 và được chôn cất tại Khu 3 tại Nghĩa trang Quốc gia Arlington